# Martín de Soria

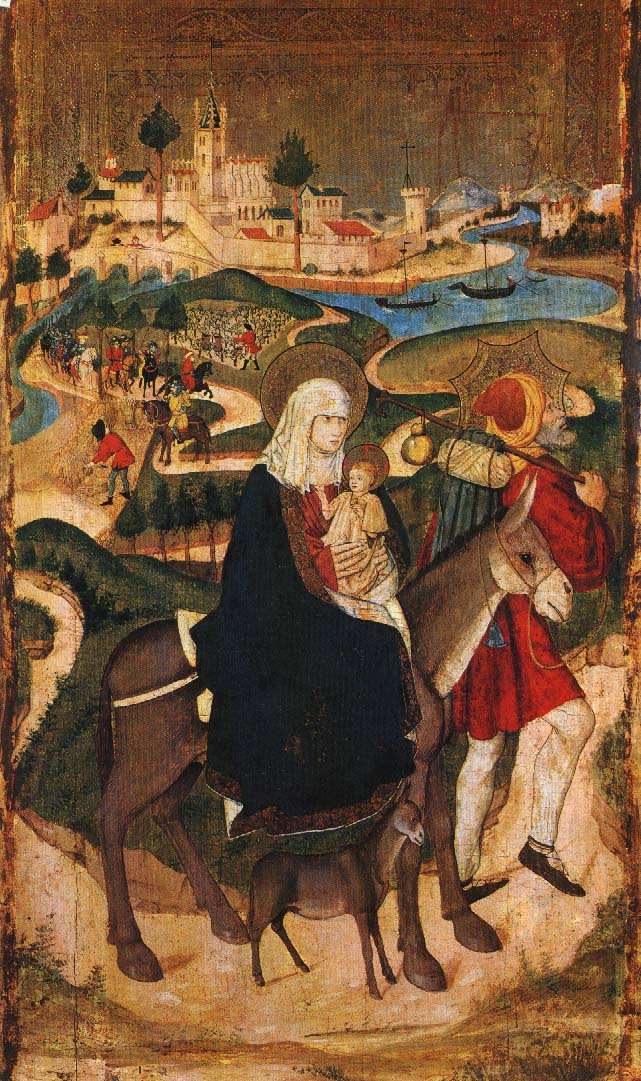
Fugida a Egipte, Blasco de Grañén i Martín de Soria, 1454-1476; tremp sobre taula (156 x 88 cm), retaule major de l'Església de San Salvador (Eixea)

Martín de Soria (fl. 1449 -1487), va ser un pintor gòtic hispano flamenc, actiu a terres d'Aragó. Passà pel taller del seu oncle Blasco de Grañén.
Encara que ha estat relacionat amb Jaume Huguet i s'han confós algunes de les seves obres amb les de l'etapa juvenil del pintor català, les primeres notícies documentals el situen sempre en relació amb el seu oncle Blasco de Grañén, que a vegades va actuar, a més, com el seu procurador. Consta que el 1457 va contractar junt amb Juan Rius l'execució d'un retaule per a la vila de Aguilón (Belchite, Saragossa), actuant el seu oncle com a principal valedor i fiador. A la mort de Grañén, el 1459, Soria es va fer càrrec dels retaules d'Épila (Retaule de Sant Jaume) i Eixea, que el seu oncle havia deixat sense acabar. Al retaule major de l'església de Sant Salvador d'aquesta localitat, contractat per Grañén el 1440 i no finalitzat fins a 1476, és possible que totes les taules del cos del retaule siguin de la seva autoria; va ser netejat el 1986 de les repintades que la hi havien fet al segle xviii.
El 1459 va contractar amb el mercader Miguel de Baltueña un retaule dedicat a la Verge, Sant Miquel i Santa Caterina per a la seva capella a l'església de San Pablo de Saragossa del que es conserven, molt deteriorades per antigues restauracions, les taules de San Miquel i Santa Caterina al Museu de Saragossa. Entre 1469 i 1471 es va encarregar del retaule de la Verge del Camp a Asín (Saragossa), potser el més proper a l'estil d'Huguet de la seva obra.
Les primeres taules que li han estat atribuïdes són del retaule de Sant Joan i Sant Miquel de l'església de Sant Valero de Saragossa, anteriorment atribuïdes a Jaume Huguet. La primera obra signada i datada és el retaule major de Pallaruelo de Monegros (Sariñena, Osca), del 1485, del que només es conserven el banc i la taula de la Circumcisió al Museu Diocesà d'Osca, després de la seva destrucció el 1936. Amb el que resta d'ell i amb antigues fotografies, pot observar-se que Soria va emprar solucions compositives i figures humans molt properes a les utilitzades al retaule d'Eixea. A tots dos es poden apreciar, com trets característics de la seva pintura, la mateixa tendència a simplificar els perfils, alhora que tracta de dotar de vida interior als rostres, i l'interès pels detalls secundaris, especialment en les escenes que discorren en amplis paisatges, als quals incorpora anecdòtics detalls de la vida camperola. Amb molta més simplificació i abstracció dels detalls, els mateixos trets es poden trobar al retaule de Sant Blai de l'església de Sant Salvador de Luesia, considerada per Gudiol obra de decadència, pintada possiblement en una data propera a la seva mort el 1487, encara que una de les seves taules sembla anar datada el 1464.